# Osteocephalus leprieurii
Osteocephalus leprieurii är en groddjursart som först beskrevs av Duméril och Gabriel Bibron 1841.  Osteocephalus leprieurii ingår i släktet Osteocephalus och familjen lövgrodor. IUCN kategoriserar arten globalt som livskraftig. Inga underarter finns listade i Catalogue of Life.